# Кон Ичикава
Кон Ичикава (на японски: 市川 崑; Уджи Ямада, 20 ноември 1915 г. – Токио, 13 февруари 2008 г.) е японски филмов режисьор.
В течение на кариерата си Ичикава режисира 88 филма и е написал сценарий за още 50. Той печели наградата на журито на филмовия фестивал в Кан през 1960 г. за филма си „Каги“. Други акценти във филмографията му включват „Арфата на Бирма“ и „Олимпийските игри в Токио“.

## Биография
Роден през 1915 г. в Западна Япония, Ичикава учи бизнес в Осака, но от ранна възраст е очарован от куклени представления и анимационни филми, а от 1933 г. работи в отдела за анимация в JO Studios в Киото. Дебютира през 1948 г. като филмов режисьор, а през 1956 г. режисира антивоенния епос „Бирманската арфа“. Считан за негов шедьовър, филмът е базиран на роман, в който японски войник по стечение на обстоятелствата не е пленен от Съюзниците в края на Бирманската кампания на Втората световна война, а става будистки монах и се посвещава на погребването на множеството трупове, изоставени след края на бойните действия, отхвърляйки призивите на сънародниците си да се прибере в Япония.
Той ще се върне към темата за войната в „Полеви огньове“ от 1959 г., в която се опитва да се доближи още повече до ужасите на конфликта, създавайки сцени на прекомерна жестокост, с некрофагия, осакатяване и канибализъм.
На следващата година той режисира еротичния филм „Странна обсесия“ и получава наградата на журито на филмовия фестивал в Кан за филма „Каги“. През 1964 г. Ичикава прави документалния филм „Олимпийските игри в Токио“, поглед зад кулисите на Летните олимпийски игри през 1964 г., първите, проведени в Азия.
През 1994 г. японското правителство му присъжда награда за културни заслуги, а през 2001 г. Филмовият фестивал в Монреал го удостоява с награда за цялостно творчество. През 2006 г. Международният филмов фестивал в Токио му връчва наградата „Акира Куросава“, също за цялостно творчество в киното.
Ичикава прави последния си филм през 2006 г. – римейк на предишния му филм „Семейство Инугами“. Кон Ичикава умира на 92-годишна възраст от пневмония в болница в Токио.

## Избрана филмография
- „Бирманската арфа“ (ビルマの竪琴, 1956)
- „Пожар“ (炎上, 1958)
- „Ключът“ (鍵, 1959)
- „Полеви огньове“ (野火, 1959)
- „Старата столица“ (古都, 1980)
- „Четиридесет и седемте ронини“ (四十七人の刺客, 1994)